# Daina

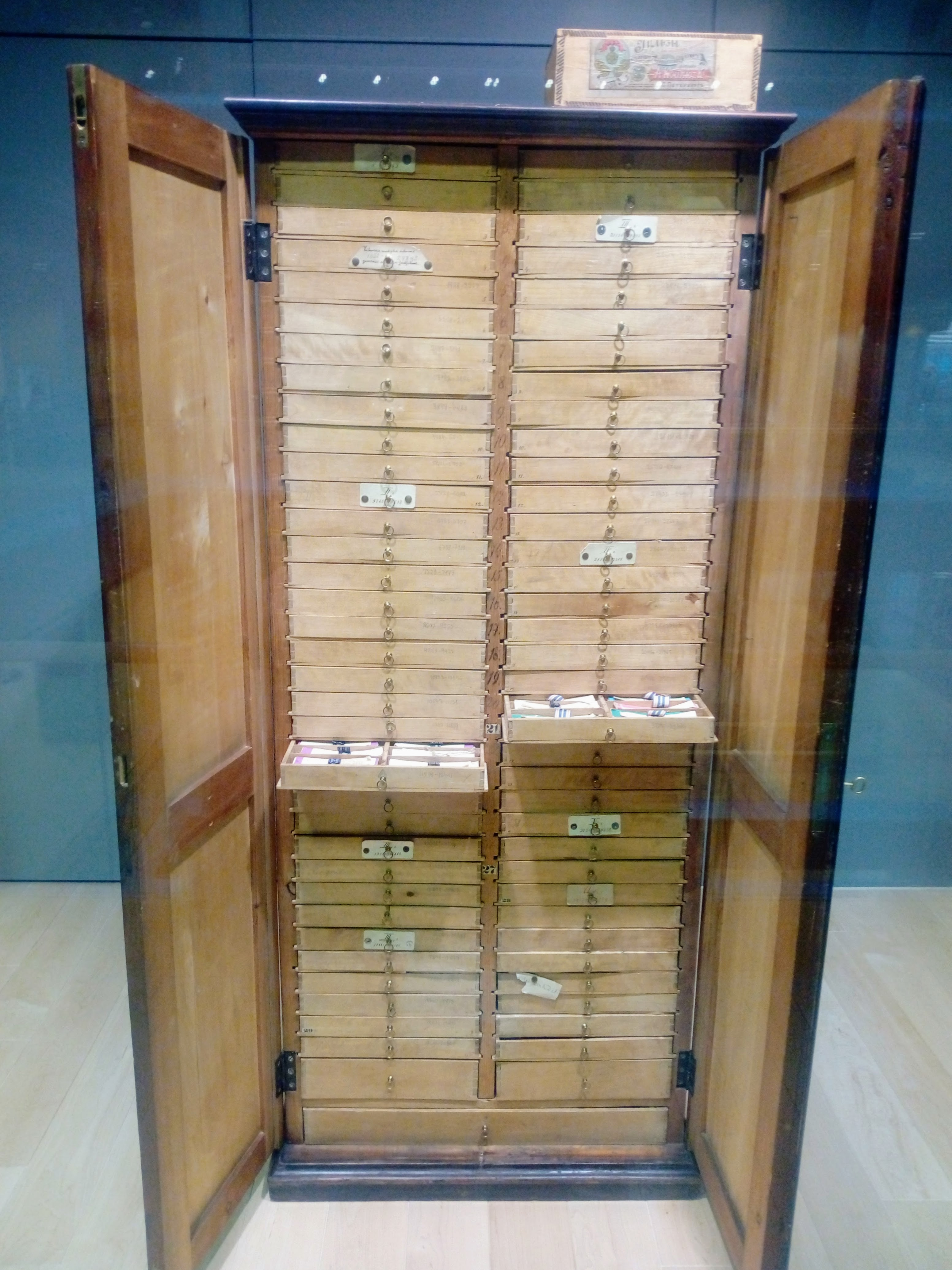
O armário de Dainas, na Biblioteca Nacional da Letônia, que contém cerca de 218000 textos folclóricos lituanos, faz parte do Registo da Memória do Mundo.

Daina é uma forma tradicional de música ou de poesia na Letônia. O ritmo é predominantemente trocaico. .